# ヒューマンバランス
有限会社ヒューマンバランス(HUMAN BALANCE) は北海道に拠点を置く、オンラインゲームの開発・運営およびソフトウェアの企画・開発・販売を行う企業である。代表取締役は菊地志郎。

## 製品・サービス（終了コンテンツ含む）
- コレピク - オンラインゲーム。2010年9月6日にサービス終了。2015年現在、コレピク.NETとしてコレピクのキャラクター、ドット絵を使用した無料ゲームが多数公開されている。
- LiveMaker - ノベルゲーム開発ツール。2018年2月28日に開発が完全終了、及び公式サイトでのプログラム配布と公式サポートが終了した。ただし、2019年２月現在、LiveMakerのインストーラーなどアーカイブについては、有限会社ふりーむの運営する「Freem!」にて、サポート無しを前提条件とする形で旧LiveMaker公式サイトのHTMLコンテンツとセットになったアーカイブをダウンロードする事が出来る。
- GraphicsGale - アニメーショングラフィックエディタ
- EasyHome - Webオーサリングツール（開発終了）
- インディーズゲーム総合サイト ゲームモリモリ - フリーゲームや同人ゲームの情報を掲載していたサイト。現在はサービス終了。